# Aeropuerto Internacional de Moscú-Zhukovski

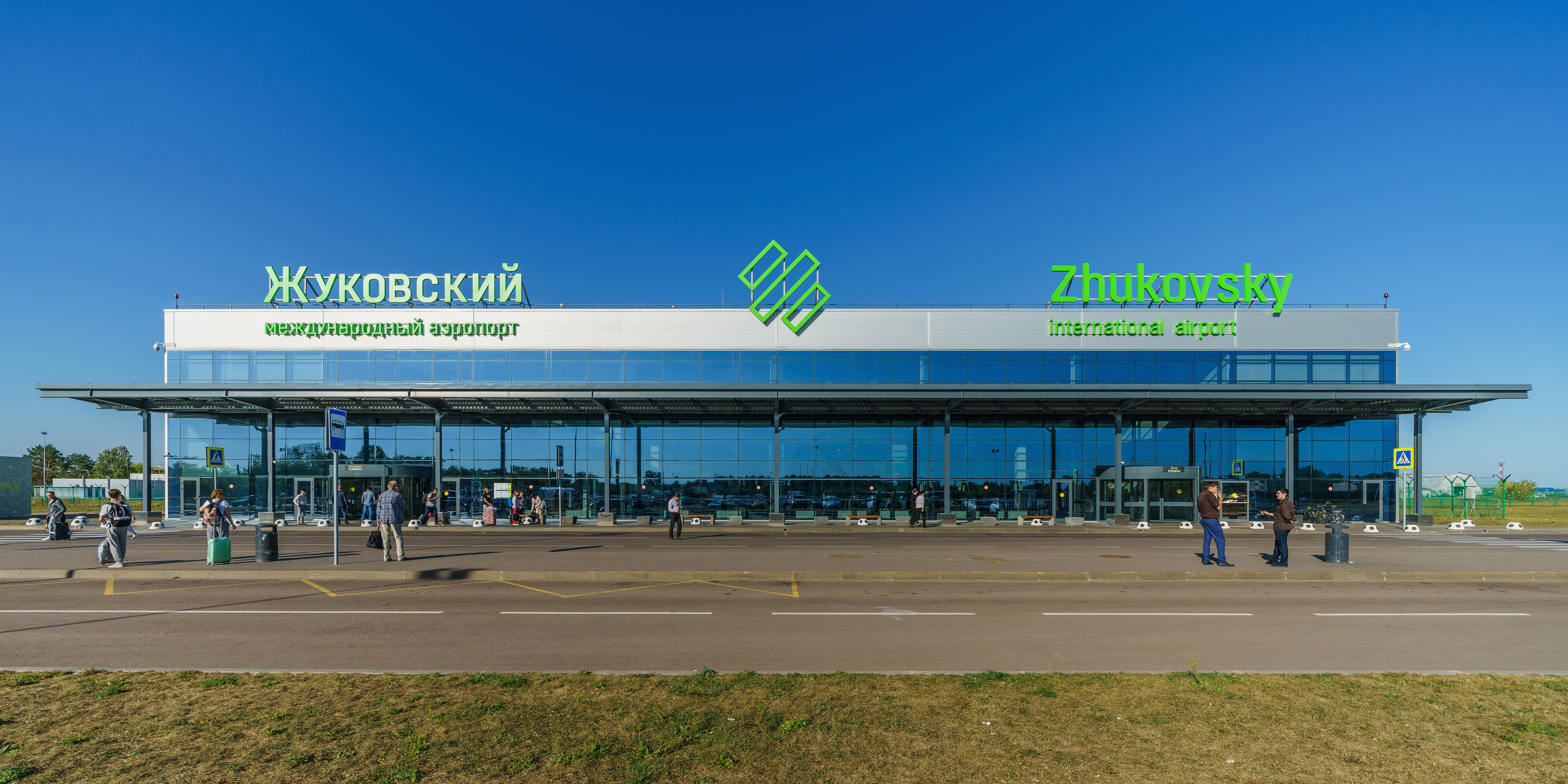
Nueva Terminal 1 del Aeropuerto Moscú-Raménskoye o Zukovskiy

El Aeropuerto de Moscú-Zhukovski (ruso: Аэропорт Жуковский; código IATA ZIA, ICAO: UUBW) también llamado Rámenskoye (ruso:  Раменское), es un aeropuerto internacional de uso mixto civil y militar que sirve a la capital de Rusia. 
El aeropuerto también es conocido como Podmoskovnoye, Podmoskovye y Kratovo.
En esta instalación se realiza, en años impares, el Salón Internacional de la Aviación y el Espacio, conocido como MAKS.
El espacio aéreo está controlado desde el FIR de Moscú (ICAO: UUWV).

## Pistas
El aeropuerto de Moscú-Zhukovski dispone de varias pistas. La principal una orientación 12/30, de 4 600x70 m (15 092×230 pies), de asfalto, tiene un pavimento de tipo 71/R/B/W/T.
Existen otras dos pistas de las que se desconoce el estado y uso pero que aparecen en el diagrama del aeropuerto. Se nombran aquí a título orientativo. Una tiene la misma dirección de la principal, es paralela a esta y se encuentra adosada a ella. Mide 2 500x60 m y es de tierra. La última tiene una orientación 08/26 y es de hormigón, con unas medidas de 2 600x70 m.

## Terminales de pasajeros

### Terminal 1
Es la primera terminal de pasajeros construida del aeropuerto. Posee una superficie de 15 mil metros cuadrados y una capacidad para atender a 1,9 millones de pasajeros al año. 
La Terminal 1 abrió el 1 de junio de 2016 y recibió su primer vuelo regular (con destino a Minsk) el 12 de septiembre del mismo año, operado por Belavia.
Para el año 2019 se prevé una ampliación de la Terminal 1 duplicando su superficie y aumentando la capacidad de manejo de pasajeros a 6 millones por año.

### Terminal 2 (en proyecto)
Para el año 2017 está prevista la construcción de una segunda terminal de pasajeros con una superficie de 30 mil metros cuadrados y una capacidad de 6 millones de pasajeros por año

## Proyectos de futuro
- Construcción de una terminal de carga
- Ampliación de la primera terminal para 2019
- Conexión del aeropuerto con la ciudad de Moscú mediante un tren lanzadera "Aeroexpress"

## Aerolíneas y destinos
Fuente
| Aerolíneas         | Destinos                                                                                            |
| ------------------ | --------------------------------------------------------------------------------------------------- |
| Buta Airways       | Bakú                                                                                                |
| Corendon Airlines  | Chárter estacional: Antalya                                                                         |
| Red Wings Airlines | Almaty, Antalya, Astana, Bujará, Istanbul, Namangan, Samarkand, Tel Aviv, Urgench, Pattaya, Yerevan |
| Somon Air          | Dushanbe, Khujand                                                                                   |
| Ural Airlines      | Bishkek, Dushanbe, Kaliningrad, Khujand, Kulob, Osh, Sochi                                          |